# 1936 en musique classique
| \| • Retour à la chronologie générale de la musique classique • \| |
| Grèce • Rome • Haut Moyen Âge • VIIIe siècle • IXe siècle • Xe siècle • XIe siècle XIIe siècle • XIIIe siècle • XIVe siècle • XVe siècle • XVIe siècle • XVIIe siècle XVIIIe siècle • XIXe siècle • XXe siècle • XXIe siècle |
| • Retour à la chronologie générale de la musique classique • |

| Années en musique classique : 1933 - 1934 - 1935 - 1936 - 1937 - 1938 - 1939    |
| Décennies en musique classique : 1900 - 1910 - 1920 - 1930 - 1940 - 1950 - 1960 |

## Événements

### Créations
- 22 janvier : Cyrano de Bergerac (opéra) de Franco Alfano, créé à l'Opéra de Rome sous la direction de Tullio Serafin.
- 23 janvier : la Sinfonía India de Carlos Chávez, créée dans un concert radiophonique par le Columbia Broadcasting Orchestra dirigé par le compositeur.
- janvier : le Concerto pour piano no 1 de Frank Martin, créé par Walter Gieseking sous la direction d'Ernest Ansermet.
- 7 février : la Sonate pour piano d'Ernest Bloch, créée par Guido Agosti au Teatro del Popolo à Milan.
- 11 février : Il campiello, opéra de Ermanno Wolf-Ferrari, créé à la Scala de Milan.
- 2 mai : Pierre et le Loup, de Sergueï Prokofiev, créé à Moscou.
- 12 mai : le Concerto pour piano no 2 en sol mineur, de Dmitri Kabalevski, créé à Moscou.
- 13 mai : Œdipe, de Georges Enesco, créé à l'Opéra de Paris.
- 1er août : Hymne olympique (en) de Richard Strauss, créé lors de la cérémonie d'ouverture des Jeux de Berlin dans le Stade olympique.
- 14 novembre : 
  - Homenaje a Federico García Lorca, œuvre pour orchestre de chambre de Silvestre Revueltas, créée au Palacio de Bellas Artes.
  - Le Testament de la tante Caroline, opéra bouffe d'Albert Roussel, créé à l'opéra d'Olomouc.
- 17 novembre : Litanies à la Vierge noire de Francis Poulenc, créées à Londres sous la direction de Nadia Boulanger.
- 12 décembre : Rapsodie flamande d'Albert Roussel, créée par la Société philharmonique de Bruxelles, sous la direction d'Erich Kleiber.

Date indéterminée
- Samuel Barber compose son premier quatuor à cordes d'où est tiré le célèbre Adagio pour cordes.

### Autres
- Fondation de l'Orchestre national de Belgique.
- Fondation de l'Orchestre symphonique d'Adélaïde.
- Fondation de la Maîtrise de la cathédrale Saint-Étienne de Toulouse par l'abbé Rey.

## Naissances

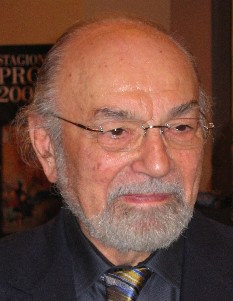
Renato Bruson

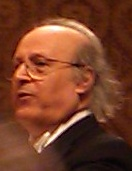
Eliahu Inbal

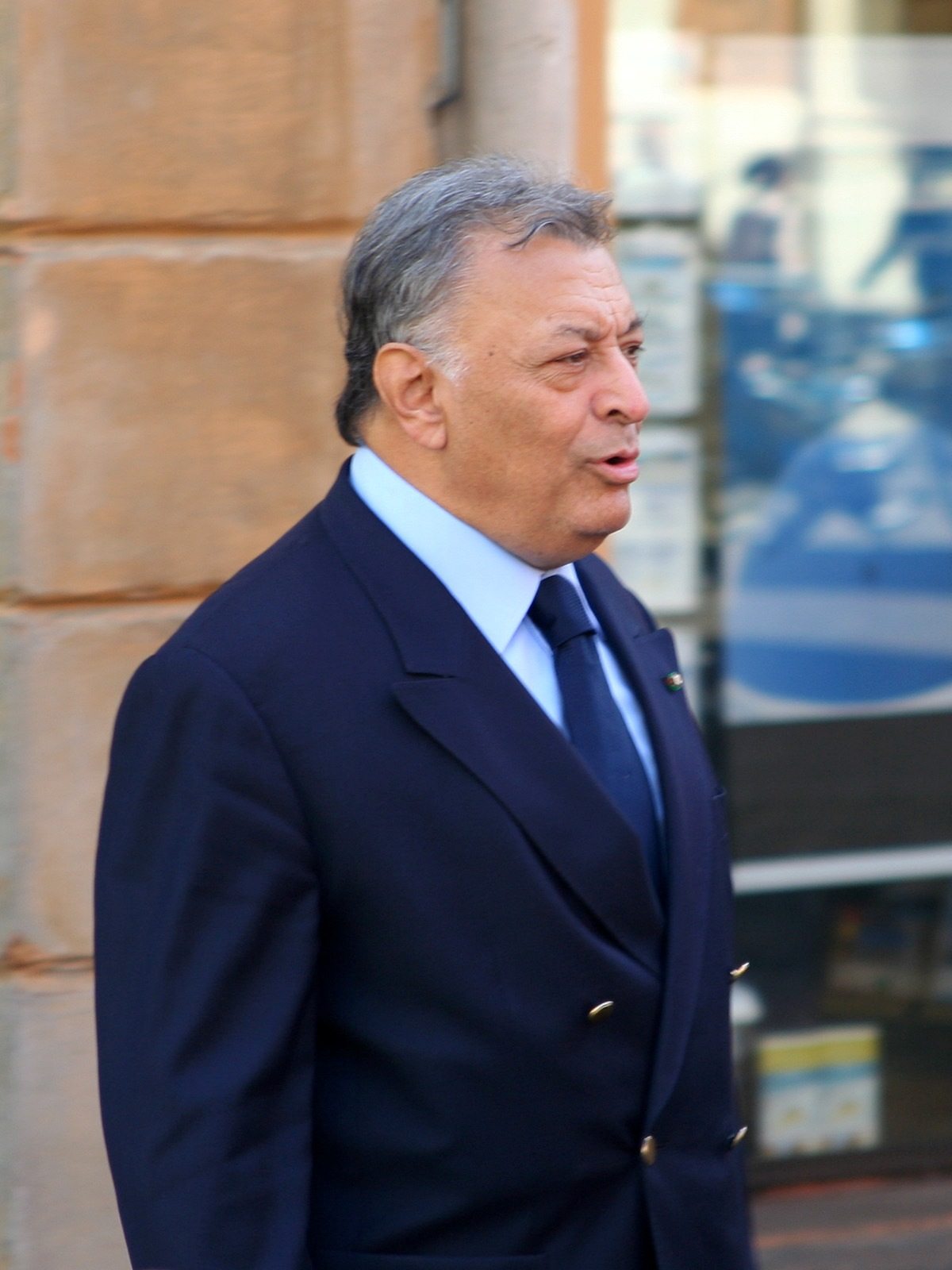
Zubin Mehta

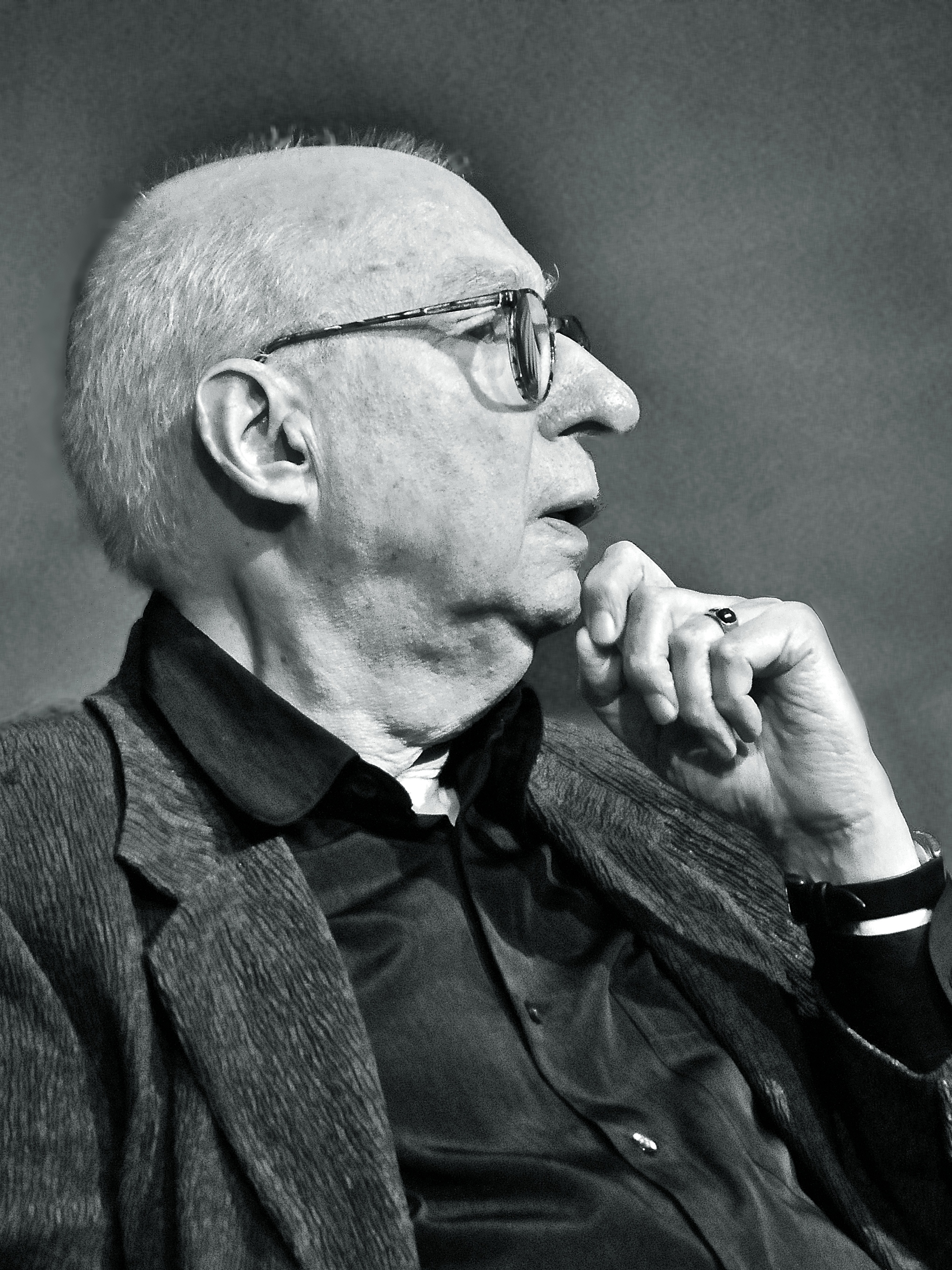
Aribert Reimann

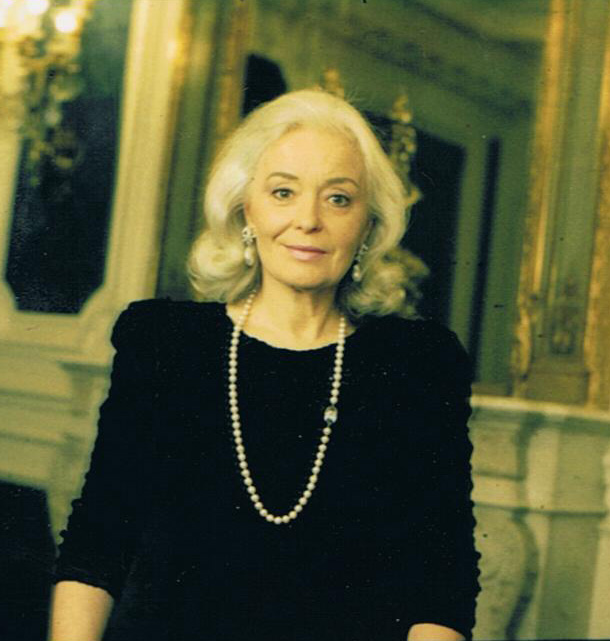
Gwyneth Jones

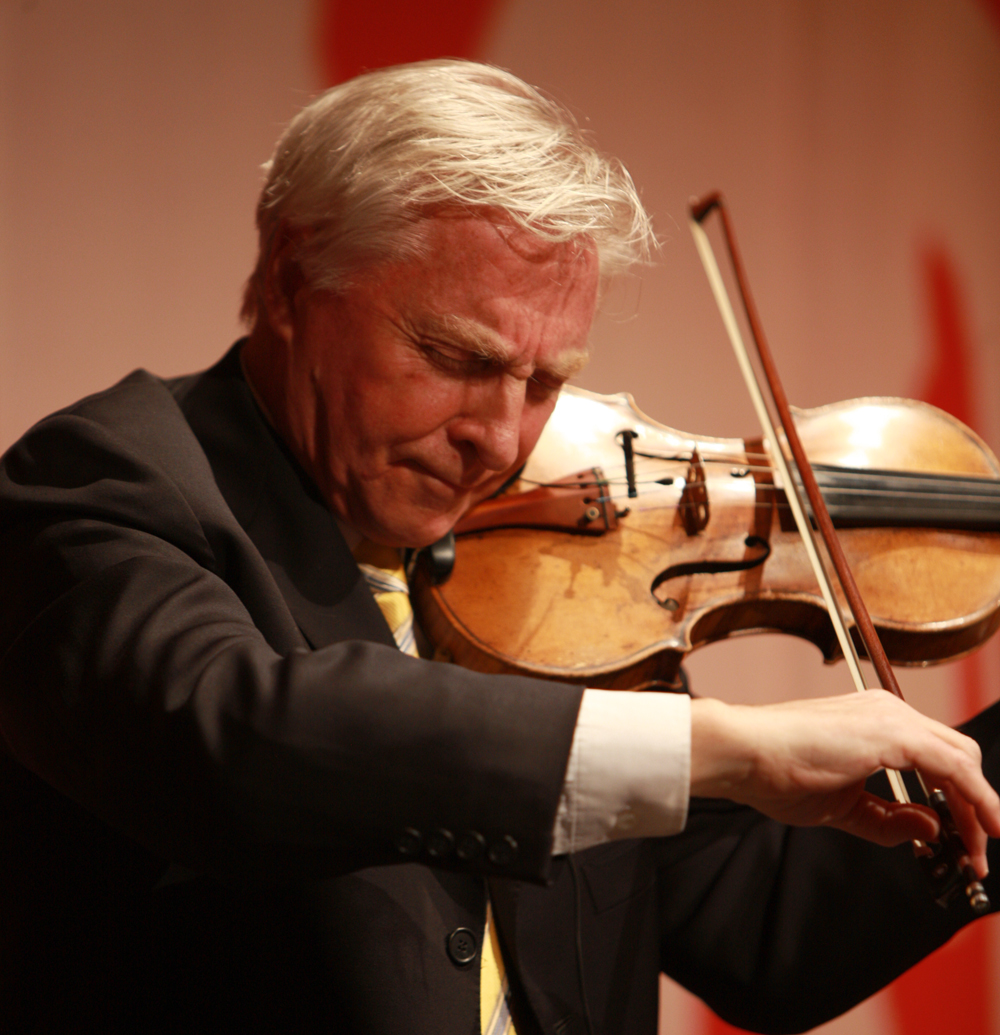
Arve Tellefsen

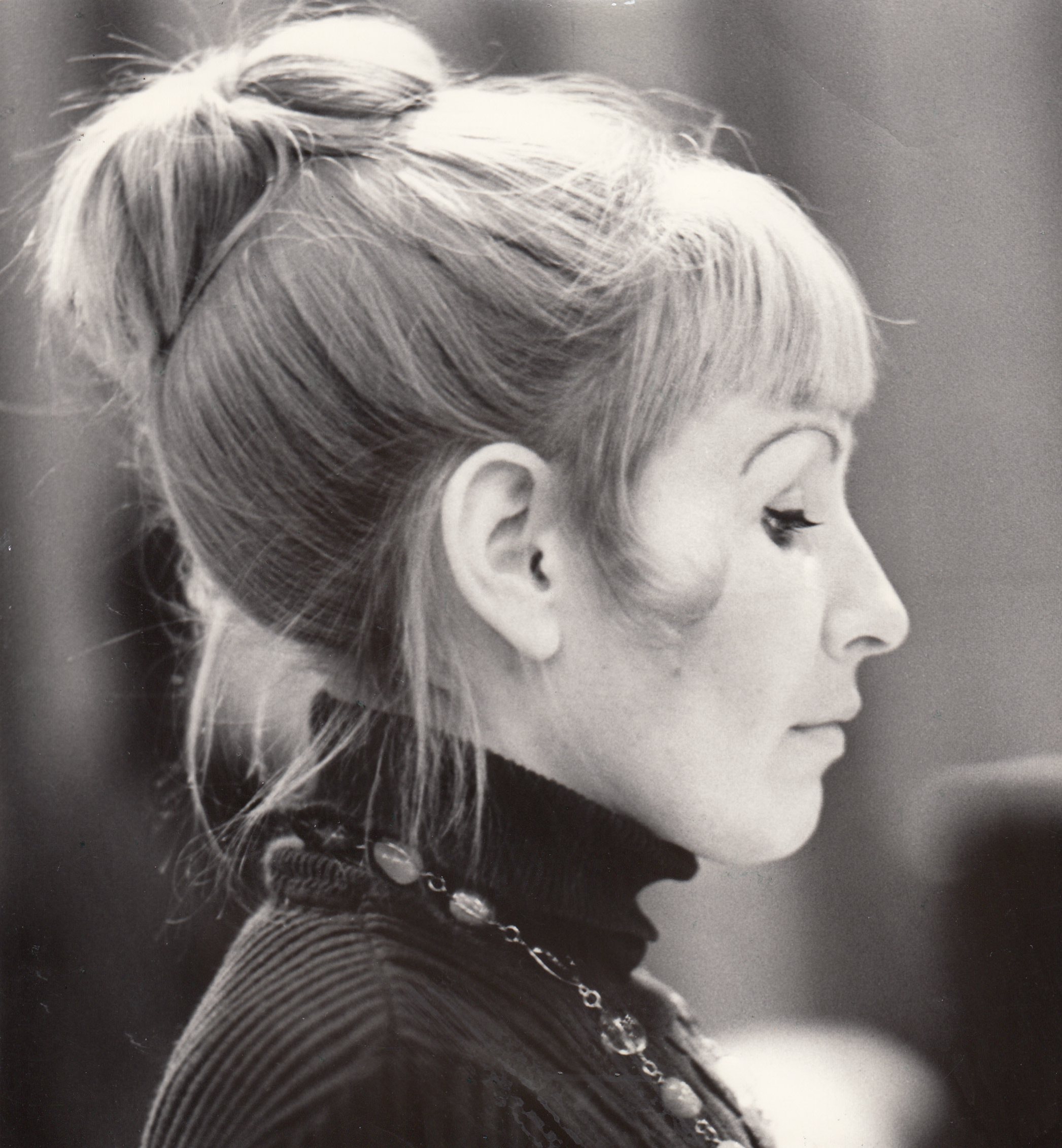
Roswitha Trexler

- 2 janvier : Iván Erőd, compositeur et pianiste autrichien († 24 juin 2019).
- 3 janvier : Rémy Stricker, pianiste, pédagogue, producteur de radio, musicologue et auteur († 19 novembre 2019).
- 8 janvier : Zdeněk Mácal, chef d'orchestre tchèque († 25 octobre 2023).
- 13 janvier : 
  - Renato Bruson, baryton italien.
  - Ami Maayani, compositeur et chef d'orchestre israélien.
- 19 janvier : Elliott Schwartz, compositeur américain († 7 décembre 2016).
- 23 janvier : Cécile Ousset, pianiste française.
- 30 janvier : Klaus Weise, chef d'orchestre allemand († 8 septembre 2022).
- 1er février : Max van Egmond, baryton-basse néerlandais.
- 2 février : Martina Arroyo, soprano afro-américaine.
- 16 février : Eliahu Inbal, chef d'orchestre israélien.
- 21 février : Vladimir Sokolov, clarinettiste soviétique († 13 novembre 1999).
- 23 février : Miguel Farré Mallofré, pianiste espagnol et un maître international d'échecs.
- 26 février : Brian Newbould, compositeur et chef d'orchestre anglais.
- 3 mars : Rachel Yakar, soprano française († 24 juin 2023).
- 4 mars : Aribert Reimann, compositeur et pianiste allemand († 13 mars 2024).
- 9 mars : Patricia Leonard, actrice et chanteuse d'opéra britannique († 28 janvier 2010).
- 10 mars : Wojciech Łukaszewski, compositeur polonais († 13 avril 1978).
- 20 mars : Marie Daveluy, cantatrice et professeure québécoise.
- 26 mars : Erich Urbanner, compositeur et professeur de musique autrichien.
- 29 mars : Richard Rodney Bennett, compositeur britannique († 24 décembre 2012).
- 30 mars : Antonio Ballista, pianiste italien.
- 5 avril : John White, compositeur britannique († 4 janvier 2024).
- 8 avril : Lawrence Leighton Smith, chef d'orchestre et un pianiste américain († 25 octobre 2013).
- 9 avril : Jerzy Maksymiuk, chef d'orchestre polonais.
- 11 avril : Jocy de Oliveira, pianiste et compositrice brésilienne.
- 13 avril : Dieter Klöcker, clarinettiste, chef d'orchestre et musicologue allemand († 21 mai 2011).
- 21 avril : Lionel Rogg, organiste et claveciniste suisse.
- 22 avril : Pierre Hétu, pianiste et chef d'orchestre québécois († 3 décembre 1998).
- 29 avril : Zubin Mehta, chef d'orchestre indien.
- 2 mai : Michael Rabin, violoniste américain († 19 janvier 1972).
- 15 mai : Jean Balissat, compositeur, professeur de musique et chef d'orchestre suisse († 15 septembre 2007).
- 16 mai : Auguste Delacroix, compositeur français.
- 17 mai : Philippe Boesmans, compositeur belge († 10 avril 2022).
- 20 mai : Jacques Herbillon, baryton français († 2003).
- 28 mai : Maki Ishii, compositeur et chef d'orchestre japonais († 8 avril 2003).
- 29 mai : 
  - Antonio Baciero, pianiste, organiste et musicologue espagnol.
  - Lev Mikhaïlov, clarinettiste et saxophoniste soviétique († 9 février 2003).
  - Viatcheslav Ovtchinnikov, compositeur et chef d'orchestre russe († 4 février 2019).
- 6 juin : Gérard Jarry, violoniste français († 18 janvier 2004).
- 15 juin : Edward Tarr, trompettiste, pédagogue et musicologue américain († 24 mars 2020).
- 21 juin : Charles Burles, ténor français († août 2021).
- 4 juillet : Zdzisława Donat, colorature polonaise.
- 9 juillet : David Zinman, chef d'orchestre américain.
- 19 juillet : Guy Reibel, compositeur français.
- 29 juillet : Frans Geysen, compositeur et écrivain belge.
- 2 août : Anthony Payne, compositeur et critique musical britannique († 30 avril 2021).
- 12 août : Gérard Masson, compositeur français.
- 15 août : Rita Shane, soprano coloratura américaine († 9 octobre 2014).
- 17 août : Nicola Ghiuselev, chanteur bulgare d'opéra († 16 mai 2014).
- 21 août : Éric Heidsieck, pianiste classique français.
- 29 août : Gilbert Amy, compositeur français.
- 31 août : Igor Joukov, pianiste russe, chef d'orchestre et ingénieur du son († 26 janvier 2018).
- 13 septembre : Werner Hollweg, ténor allemand († 1er janvier 2007).
- 18 septembre : Ruth Hesse, mezzo-soprano allemande († 13 juillet 2024).
- 30 septembre : Monic Cecconi-Botella, compositrice française.
- 1er octobre : Ingrid Figur, soprano allemande († 15 juillet 2025).
- 3 octobre :
  - Steve Reich, compositeur américain
  - Lucie Robert-Diessel, pianiste, compositrice et pédagogue française († 25 août 2019).
- 7 octobre : Charles Dutoit, chef d'orchestre suisse.
- 21 octobre : Suna Kan, violoniste turque († 11 juin 2023).
- 23 octobre : Andrzej Jasiński, pianiste polonais.
- 26 octobre : György Pauk, violoniste hongrois († 18 novembre 2024).
- 7 novembre : Gwyneth Jones, soprano dramatique galloise.
- 9 novembre : Jean Fassina, pianiste français.
- 10 novembre : Izumi Tateno, pianiste japonais.
- 16 novembre : José Luis González Uriol, organiste, claveciniste et professeur de musique espagnol.
- 19 novembre : Michel Decoust, compositeur et chef d'orchestre français.
- 21 novembre : James DePreist, chef d'orchestre américain († 8 février 2013).
- 22 novembre : Hans Zender, compositeur et chef d'orchestre allemand († 22 octobre 2019).
- 23 novembre : Roswitha Trexler, soprano allemande.
- 29 novembre : Davide Anzaghi, compositeur italien.
- 5 décembre : Joseph Banowetz, pianiste, pédagogue et éditeur américain († 3 juillet 2022).
- 8 décembre : Malcolm Forsyth, tromboniste et compositeur canadien († 5 juillet 2011).
- 14 décembre : Arve Tellefsen, violoniste norvégien.
- 16 décembre : Piero Gamba, chef d'orchestre, pianiste et ex-enfant prodige italien † 30 janvier 2022).
- 21 décembre : Éric Gaudibert, compositeur suisse († 29 juin 2012).
- 26 décembre : Vitaliy Hodziatsky, compositeur ukrainien.

## Décès

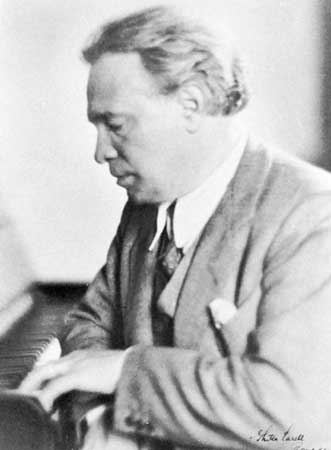
Ottorino Respighi

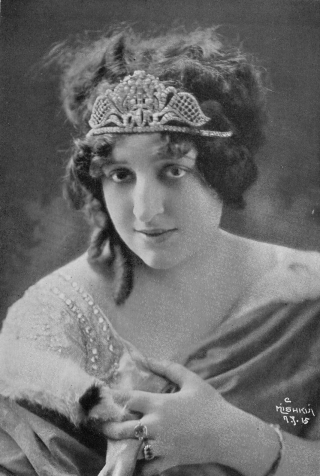
Claudia Muzio

- 7 janvier: Guy d'Hardelot, compositrice et pianiste française (° août 1858).
- 18 janvier : Louise Thuillier-Leloir, artiste lyrique française (° 8 mars 1859).
- 22 janvier : Louis Glass, compositeur danois (° 23 mars 1864).
- 23 janvier : Clara Butt, contralto anglaise (° 1er février 1872).
- 6 mars : Rubin Goldmark, compositeur, pianiste et pédagogue américain (° 15 août 1872).
- 21 mars : Alexandre Glazounov, compositeur russe (° 10 août 1865).
- 30 mars : Karel Hoffmann, violoniste et professeur de musique tchèque (° 12 décembre 1872).
- 15 avril : Hilda Sehested, compositrice danoise (° 27 avril 1858).
- 18 avril : Ottorino Respighi, compositeur, musicologue et chef d'orchestre italien (° 9 juillet 1879).
- 24 avril : Bernard van Dieren, compositeur et critique musical (° 27 décembre 1887).
- 24 mai : Claudia Muzio, soprano italienne, surnommée « La Duse de l'opéra » (° 7 février 1889).
- 25 mai : Ján Levoslav Bella, compositeur, chef d'orchestre et pédagogue slovaque (° 4 septembre 1843).
- 24 juin : Nándor Zsolt, violoniste, chef d'orchestre, compositeur et professeur de violon (° 12 mai 1887).
- 4 août : Henry Schoenefeld, compositeur et chef d'orchestre américain (° 4 octobre 1857).
- 5 août : 
  - Georges Caussade, pédagogue et compositeur français (° 20 novembre 1873).
  - Eugène Cools, compositeur, pédagogue et éditeur de musique français (° 27 mars 1877).
- 17 août : Pierre-Octave Ferroud, compositeur français (° 6 janvier 1900).
- 25 août : Ferdinand Gaillard, ténor français (° 11 janvier 1876).
- 28 août : Albert Périlhou, compositeur, organiste et pianiste français (° 2 avril 1846).
- 14 septembre : Ossip Gabrilowitsch, pianiste, chef d'orchestre et compositeur américain né en Russie (° 7 février 1878).
- 15 septembre : Inga Lærum Liebich, compositrice norvégienne (° 16 novembre 1864).
- 28 septembre : Edgardo Cassani, compositeur, clarinettiste et chef d'orchestre italien (° 9 mars 1868).
- 1er octobre : Oskar Oehler, clarinettiste et facteur d'instruments de musique allemand (° 2 février 1858).
- 4 octobre : Paul Poujaud, avocat français, ami et conseiller de nombreux compositeurs de son temps (° 27 juillet 1856).
- 8 octobre : Alfred Wall, compositeur et violoniste britannique (° 29 septembre 1875).
- 9 octobre : Henri Woollett, compositeur français (° 13 août 1864).
- 12 octobre : Felia Litvinne, soprano russe (° 11 octobre 1860).
- 3 novembre : Filip Lazăr, pianiste et compositeur roumain (° 6 mai 1894).
- 15 novembre : Paul Fauchey, organiste, pianiste et compositeur français (° 18 mars 1858).
- 19 novembre : Ernestine Schumann-Heink, cantatrice tchèque, naturalisée américaine (° 15 juin 1861).
- 20 novembre : Manuel Font i de Anta, compositeur espagnol (° 10 décembre 1889).
- 23 décembre : Karl Navrátil, compositeur tchèque (° 24 avril 1867).
- 25 décembre : Pierre Maurice, musicien et compositeur suisse (° 13 novembre 1868).
- 27 décembre : Heikki Suolahti, compositeur finlandais (° 2 février 1920).
- 28 décembre : Ernest Grosjean, organiste et compositeur français (° 18 décembre 1844).

Date indéterminée
- François Boucher, violoniste et professeur de musique québécois (° 1860).